# Deutscher Bauernverband

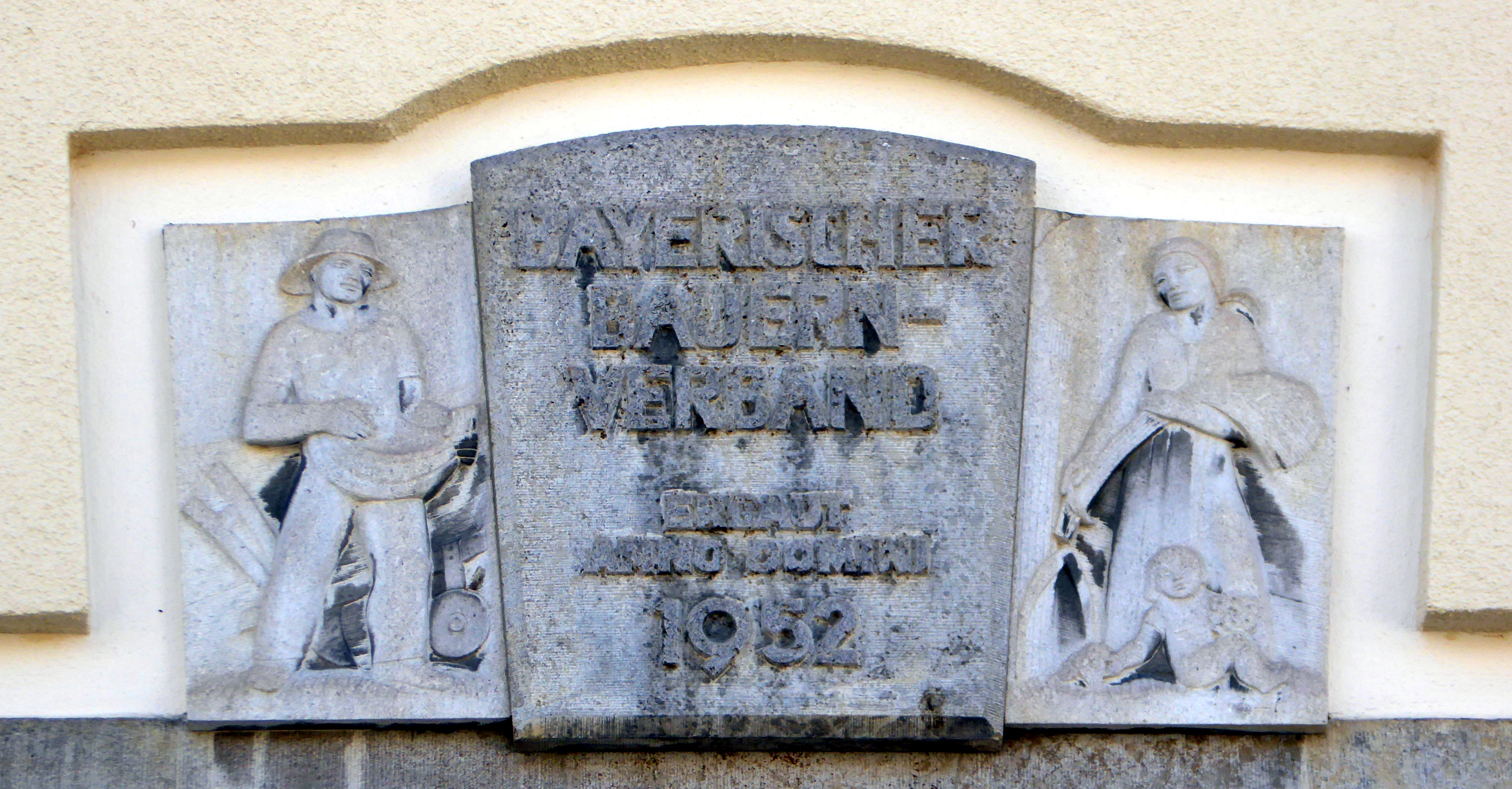

Le Deutscher Bauernverband (DBV) est le principal syndicat agricole d'Allemagne. Il a été fondé en 1948 et comptait en 2007 plus de 500 000 adhérents répartis dans 400 associations locales.